# Уаскаран
Ця стаття про гору. Про національний парк див. Національний парк Уаскаран.
Уаскаран, Невадо-Уаскаран (ісп. Huascarán, Nevado Huascarán) — гірська вершина в Андах (гірський масив Кордильєра-Бланка) у перуанському регіоні Анкаш, провінції Юнґай.

## Географія
Південна вершина гори має висоту 6768 м, що робить її найвищою в Перу та четвертою за висотою в Південній Америці, хоча точна висота може бути дещо меншою — 6746 м. Північна вершина має висоту 6654 м. Гора названа на ім'я Гуаскара, принца Імперії Інків 16 століття. Гора, як і решта Кордильєри-Бланка, складається з граніту Четертинного періоду.
Гору оточує Національний парк Уаскаран, названий за її назвою, популярне місце для треккінгу та скелелазання. На Уаскаран зазвичай сходження починається від поселення Мушо через табір між вершинами гори. Сходження займає 5-7 днів. Вперше вершини досягли в червні 1932 року в результаті німецько-австрійської експедиції.
Гуаскаран також є одною з кількох точок, найвіддаленіших від центра Землі, тому на вершині гори прискорення вільного падіння є найнижчим на Землі — 9,7639 м/с².

## Історія
Гора відома частими катастрофічними подіями. Так 13 грудня 1941 року прорив озера Палькакоча викликав сель, який зруйнував місто Уарас, загинуло 5000 осіб.
10 січня 1962 року льодовик, що зірвався з гори породив сель об'ємом приблизно 13 млн кубометрів, в результаті якого загинуло 4000 чоловік.
31 травня 1970 року в результаті землетрусу значна частина гори відкололася та обвалилася донизу. Брила з розмірами приблизно 1x1x2 км з'їхала на 18 км вниз та досягла міста Юнґай, викликавши загибель більш ніж 20 тис. мешканців міста та загибель деякої кількості туристів.
2002 року лавина поховала американського альпініста Джозефа Стемпфла, тіло якого знайшли тільки у 2024 завдяки таненню снігу

## Галерея

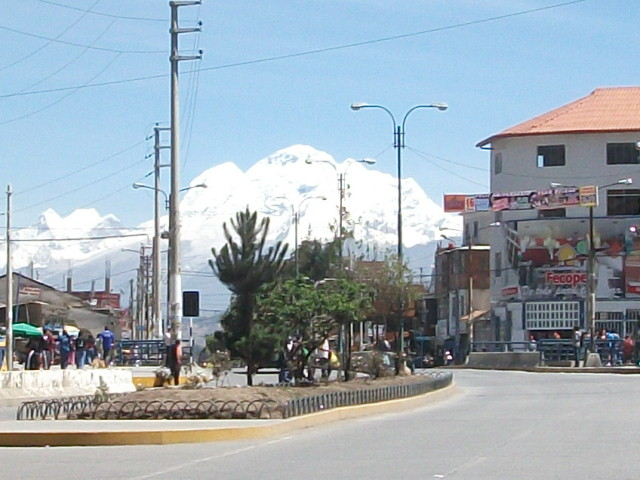
Невадо-Уаскаран
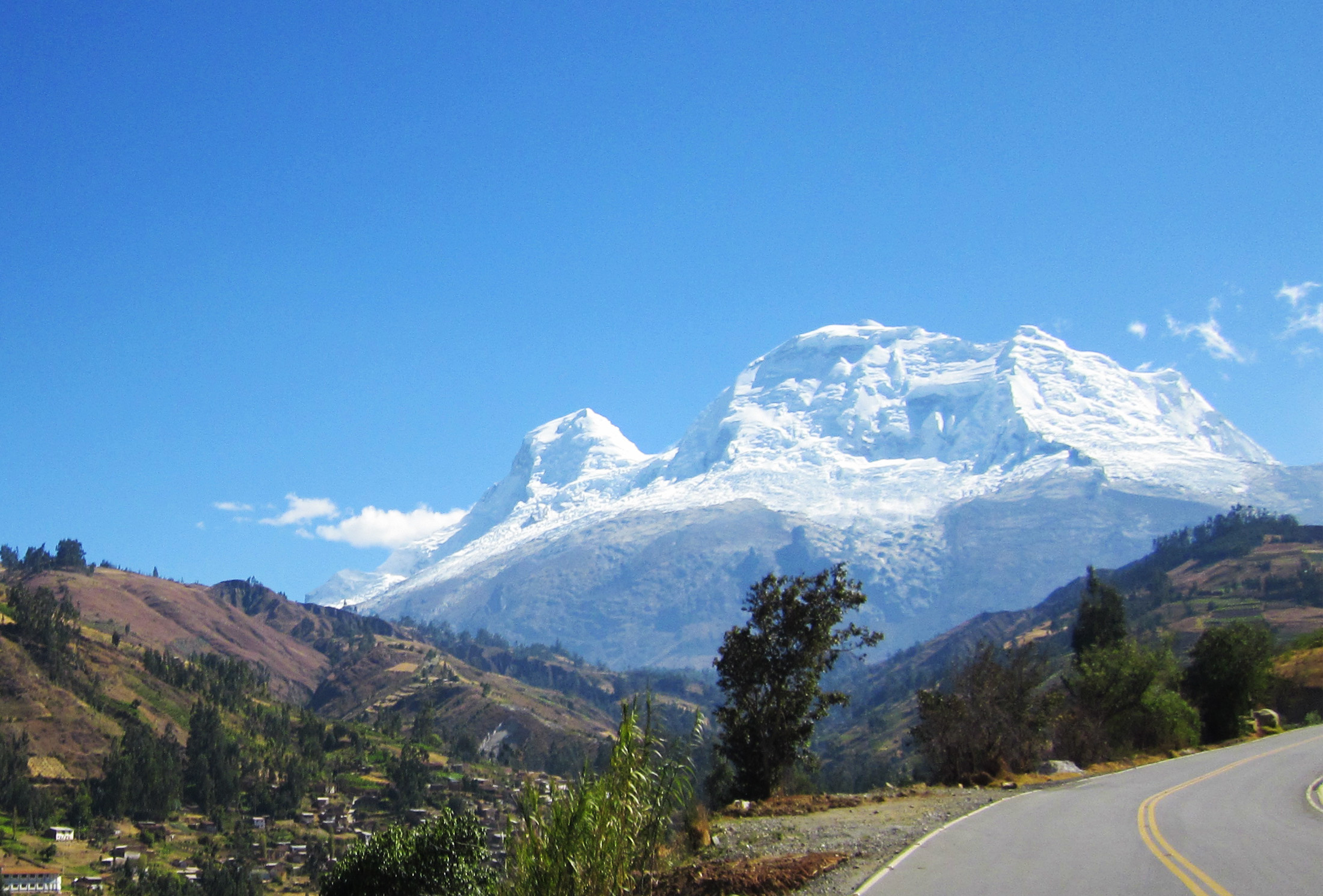
Невадо-Уаскаран
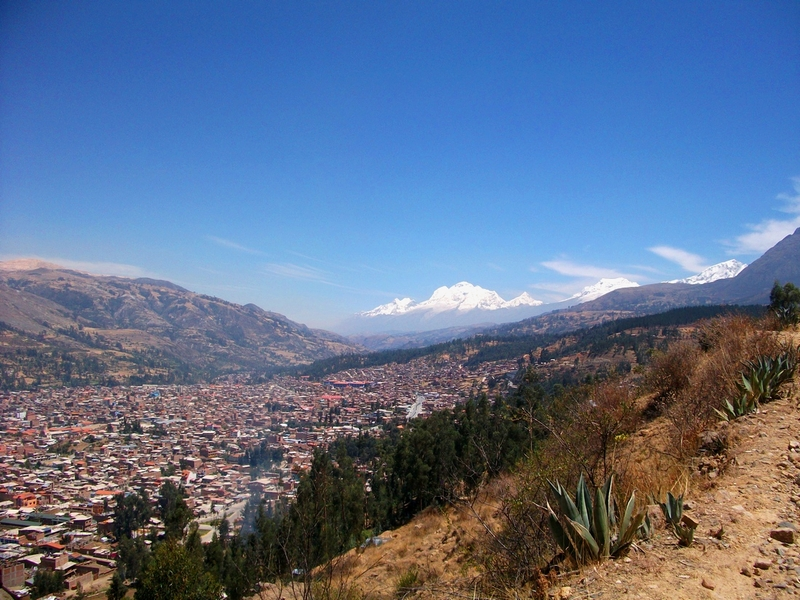
Невадо-Уаскаран (в далині)